# Ignacy Daszyński
Ignacy Ewaryst Daszyński, pseudonim „Daszek”, „Żegota”, „Ignis” (ur. 26 października 1866 w Zbarażu, zm. 31 października 1936 w Bystrej Śląskiej) – polski polityk socjalistyczny, współzałożyciel i lider Polskiej Partii Socjalno-Demokratycznej (1890–1919), poseł do Izby Posłów Rady Państwa Przedlitawii (1897–1918), działacz niepodległościowy, premier rządu lubelskiego (1918), wicepremier w Rządzie Obrony Narodowej (1920–1921), wieloletni członek i przewodniczący Rady Naczelnej Polskiej Partii Socjalistycznej, inicjator i przewodniczący Zarządu Głównego Towarzystwa Uniwersytetu Robotniczego (1923–1936), marszałek Sejmu (1928–1930), jeden z założycieli Centrolewu (1929), honorowy przewodniczący PPS (1934); publicysta, pisarz polityczny; pośmiertnie odznaczony Orderem Orła Białego.

## Życiorys

### Wczesne lata
Urodził się w patriotycznie nastawionej, średnio zamożnej rodzinie szlacheckiej. Jego ojcem był Ferdynand Daszyński (1816–1875) urzędnik starostwa, a matką Kamila z Mierzeńskich (1834–1895). W czasie powstania styczniowego ojciec Ignacego zmuszony był (jako urzędnik austriacki) kontrolować okoliczne zabudowania, w poszukiwaniu ukrytej broni i powstańców. Jednakże działająca w porozumieniu z Ferdynandem matka Ignacego Daszyńskiego odwiedzała te miejsca przed planowaną rewizją i ostrzegała ukrytych bojowników.
Ignacy Daszyński pochodził z wielodzietnej rodziny. Jego ojciec żenił się dwukrotnie. Z drugiego małżeństwa poza Ignacym miał trzech synów: Tomasza, Piotra i Feliksa oraz córkę Zofię. Jak pisał sam Daszyński, dzieci z pierwszego małżeństwa były już dorosłe i nie utrzymywały kontaktu ze swoim przyrodnim rodzeństwem. W 1872 Ignacy Daszyński rozpoczął edukację w szkole oo. Bernardynów w Zbarażu. Był bardzo dobrym uczniem. Przychodząc do szkoły potrafił już czytać i pisać, wychowując się w wielokulturowym środowisku poznał też kilka języków. Już jako dziecko potrafił porozumiewać się w języku ukraińskim, w jidysz, jak również – słabiej – w języku niemieckim.
6 grudnia 1875 zmarł jego ojciec. W związku z tym wydarzeniem rodzina Ignacego przeniosła się do Stanisławowa. Matka Daszyńskiego, pragnąc podreperować budżet domowy, postanowiła rozpocząć wynajmowanie kwater uczniom szkół średnich. Dwa lata później Ignacy Daszyński rozpoczął naukę w C. K. Gimnazjum w Stanisławowie, gdzie w 1878 ukończył I klasę z odznaczeniem, a w 1879 ukończył II klasę z wynikiem celującym. Jako doskonały uczeń udzielał korepetycji swoim kolegom. Dzięki temu polepszyła się nieco jego sytuacja materialna. W tym czasie był pod silnym wpływem swego starszego brata, Feliksa. To on zaszczepił mu polski patriotyzm. Wspólnie rozpoczęli oni działalność spiskową (oczywiście – na niewielką skalę). Feliks Daszyński napisał wiersz rocznicowy na cześć poety powstania listopadowego Maurycego Gosławskiego. Ignacy Daszyński powielił ten tekst na ulotkach, a następnie rozrzucił je na cmentarzu obok grobu pisarza. Zakończyło się to śledztwem austriackiej policji – Feliks został aresztowany, a Ignacy odpowiadał przed sądem z wolnej stopy. Proces zakończył się uniewinnieniem obu oskarżonych. Brat Daszyńskiego kontynuował tajną działalność – założył związek spiskowy grupujący młodzież polską i ukraińską z okolic Stanisławowa. Ignacy miał również swój wkład, ponieważ stworzył przepisy organizacji.  

W 1882 r. wygłosił mowę o Wiośnie Ludów, za co został wydalony z gimnazjum. Incydent ten spowodował napiętnowanie rodziny Daszyńskich przez władze austriackie, a w efekcie pogorszenie sytuacji finansowej. Zmuszeni byli przeprowadzić się do Lwowa. Tam Feliks Daszyński został studentem chemii na politechnice. Nieco później Ignacy zamieszkał z matką w Drohobyczu, gdzie po raz pierwszy zetknął się ze środowiskiem robotniczym. Tam też rozpoczął pierwszą pracę (żadne z gimnazjów nie chciało go przyjąć). Został pisarzem u adwokata. Wkrótce potem zaczął pisać do lewicowego dwutygodnika „Gazeta Naddniestrzańska”. Przedmiotem jego publikacji była trudna sytuacja robotników pracujących w zakładach naftowych w Stanisławowie i Drohobyczu:  
Drohobycka atmosfera wzywała mnie do buntu. Brutalność złowrogich szubrawców, którzy robili wówczas karierę w Drohobyczu była tak jawną i publiczną, że nie trzeba było zaiste być socjalistą, ażeby znienawidzić tę zbrodniczą „produkcję”, ugruntowaną na naturalnych skarbach matki ziemi i na bezgranicznym wyzysku kilku tysięcy rusińskich chłopów, kopiących wosk ziemny w Borysławiu.
We wrześniu 1884 matka pozostawiła Ignacego samego we Lwowie, przeprowadzając się do Przemyśla. Młody Daszyński ponownie nie został przyjęty do gimnazjum, przez co musiał kształcić się sam. Ostatecznie został przyjęty do Gimnazjum św. Anny w Krakowie. Następnie podjął studia chemiczne na Politechnice we Lwowie. Tam wynajmował pokój u szewca, ucząc jego dzieci.

### Działalność polityczna
W tym czasie kształtowały się jego socjalistyczne poglądy polityczne. Przyczyniał się m.in. do powstawania we Lwowie socjalistycznych komórek. Głównym środkiem utrzymania Daszyńskiego nadal pozostawały korepetycje. W 1886 został guwernerem dzieci znajomych swoich rodziców w jednej ze wsi. Dwa lata później 8 kwietnia 1888 został eksternistycznie dopuszczony do egzaminu maturalnego, a świadectwo dojrzałości otrzymał 22 września 1888. Dzięki temu mógł zdawać na studia. Dostał się na Uniwersytet Jagielloński, gdzie uczęszczał na wydział filozoficzny. Jego kierunkiem było przyrodoznawstwo. Utrzymywał także kontakty ze środowiskami socjalistycznymi Krakowa, głównie za sprawą starszego brata, Feliksa (przebywającego w tym czasie w Szwajcarii). W styczniu 1889 los zetknął Ignacego Daszyńskiego z Ludwikiem Kulczyckim, któremu pomógł w przemycie socjalistycznej „bibuły” do Królestwa Polskiego.
Wkrótce trudna sytuacja materialna uniemożliwiła Daszyńskiemu kontynuowanie studiów. Opuścił Kraków, przeniósł się na teren Królestwa Polskiego. Zmuszony był ponownie zostać prywatnym nauczycielem. Pod fałszywym nazwiskiem zatrudnił się jako guwerner u rodziny Gniazdowskich w Czarnostowie niedaleko Łomży. Pobyt ten nie trwał jednak długo. W nocy z 2 na 3 maja 1889 Ignacy Daszyński został aresztowany przez carską policję. Stało się tak przez pomyłkę – żandarmi sądzili, iż ujęli Feliksa Daszyńskiego, zaangażowanego w ruch socjalistyczny za granicą (brał on udział m.in. w kongresie paryskim II Międzynarodówki w 1889). Przez pół roku był więziony w areszcie w Pułtusku, ale ostatecznie zwolniono go i deportowano do Galicji. Po powrocie do Krakowa znów trafił na ławę oskarżonych, jednak został uniewinniony z powodu przedawnienia zarzutów o prowadzenie nielegalnej działalności politycznej. Został osadzony w krakowskim więzieniu św. Michała. Następnie przez krótki czas kontynuował studia na UJ, jednak udział w demonstracji oraz zniszczenie popiersia rektora Edwarda Sas Korczyńskiego zakończył jego edukację w Polsce. Planował wyemigrować do Argentyny. Jednakże wyjechał do Davos w Szwajcarii, gdzie przebywał jego brat Feliks, który zachorował na gruźlicę. Następnie udał się do Paryża, gdzie 9 kwietnia 1890 dotarła do niego wieść o śmierci starszego brata. Załamany Daszyński dał się wówczas namówić Aleksandrowi Dębskiemu i Stanisławowi Mendelsonowi do rezygnacji z emigracji za ocean. Postanowił podjąć studia przyrodnicze na uniwersytecie w szwajcarskim Zurychu. Przez okres nauki na jego utrzymanie łożył Mendelson, wypłacając Daszyńskiemu 60 funtów miesięcznie. Poznał tam m.in. Gabriela Narutowicza.
W Szwajcarii kontynuował socjalistyczną działalność swojego brata, był jednym ze współzałożycieli Stowarzyszenia Robotników Polskich „Zgoda”. W tym czasie współpracował m.in. z Julianem Marchlewskim, Różą Luksemburg i Gabrielem Narutowiczem. Jego szczególnym osiągnięciem w tym czasie było zorganizowanie służby porządkowej ochraniającej manifestacje socjalistyczne. W jedną z nich przerodziła się uroczystość przewiezienia prochów Adama Mickiewicza do ojczyzny. Podczas niej przemawiał Marchlewski.
W 1891 r. powrócił do kraju i już we wrześniu współorganizował stowarzyszenie socjalistyczne o nazwie „Siła”. Daszyński zamieszkał najpierw w Krakowie, a później we Lwowie. Tam stworzył kierowniczy ośrodek ruchu socjalistycznego w Galicji. Nawiązał współpracę z działaczami ukraińskimi, brał udział w zjeździe założycielskim Rusko-Ukraińskiej Partii Radykalnej. Spotkał się wówczas z poetą Iwanem Franko.

#### Działalność w PPSD

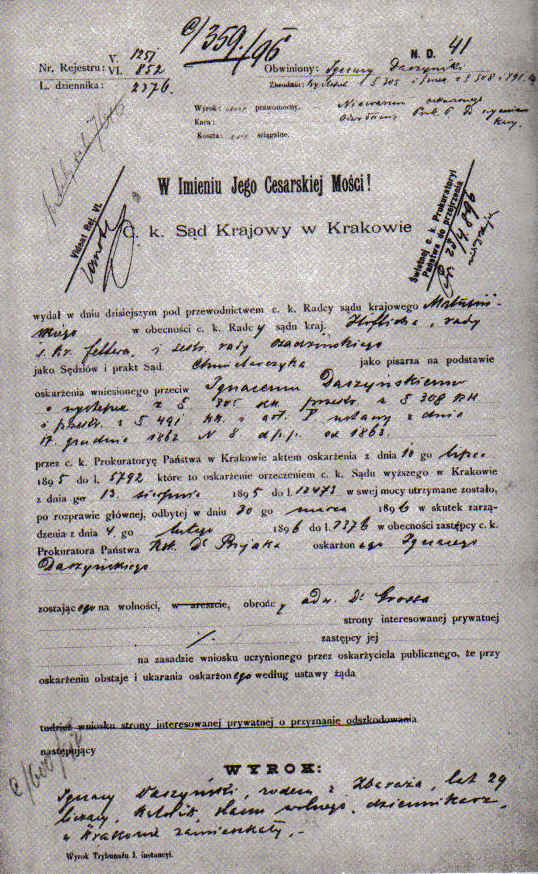
Wyrok na Daszyńskiego z 1896

Daszyński pragnął zjednoczenia ruchu robotniczego w Galicji. Poszczególne grupy skupione były wokół dwóch czasopism: Pracy i Robotnika. Zatrudnił się w redakcji tej pierwszej pozycji. 7 listopada 1890 miało miejsce zgromadzenie, podczas którego podjęto decyzję o powołaniu do życia oficjalnej i legalnie działającej Partii Robotniczej. Kolejnym krokiem było założenie we Lwowie 15 lutego 1891 socjalistycznego stowarzyszenia oświatowo-zapomogowego „Siła”. Kolejne komórki tej organizacji powstawały także w Stanisławowie, a później również w Krakowie. W tym czasie Daszyński zintensyfikował swą działalność publicystyczną i polityczną. Wielokrotnie przemawiał na wiecach (m.in. na wiecu wyborczym 1 maja 1891 we Lwowie), a 30 kwietnia 1881 wydał broszurę polityczną pt. O partiach politycznych w Galicji (pod pseudonimem Żegota). Tym samym zwrócił na siebie uwagę organów bezpieczeństwa. W czerwcu 1891 ponownie został oskarżony o przynależność do tajnego stowarzyszenia, ale ze względu na jawność partii socjalistycznej, zarzuty zostały oddalone. Nieco później został delegatem Galicji na kongres Socjal-Demokratycznej Partii Robotniczej Austrii, który odbył się w Wiedniu.
Później przewodniczył delegacji socjalistów polskich z trzech zaborów na II Międzynarodowy Kongres Robotniczy i Socjalistyczny II Międzynarodówki w Brukseli w dniach 16–23 sierpnia 1891, skąd przybył do Berlina. Tam uległ namowom Stanisława Mendelsona i został redaktorem naczelnym pisma socjalistycznego wydawanego w języku polskim, zatytułowanym „Gazeta Robotnicza”. Na tym stanowisku utrzymał się pół roku. Wyjeżdżając z Berlina został ponownie zaaresztowany przez Niemców pod zarzutem publikowania wywrotowych artykułów. Nie udowodniono mu jednak ich autorstwa i zezwolono na kontynuowanie podróży.
Na początku 1892 r. wyjechał z Berlina do Lwowa, gdzie odegrał pierwszoplanową rolę podczas I Zjazdu Galicyjskiej Partii Socjal-Demokratycznej. Referował na nim założenia programowe i taktyczne partii. W drodze powrotnej ze Lwowa został aresztowany na dworcu w Krakowie i na 10 tygodni osadzony w więzieniu. Po zwolnieniu wrócił do Lwowa
W późniejszym czasie wziął udział w III Kongresie socjalistów austriackich. Dążył do tego, aby uniezależnić PPSD od organizacji austriackiej, podkreślając postulaty niepodległościowe w programie stronnictwa. Ostatecznie jednak powiązanie zostało zachowane. Platforma PPSD opierała się na ideologii marksistowskiej, żądała wprowadzenia socjalizmu poprzez zniesienie prywatnej własności środków produkcji. Celami krótkofalowymi miało być m.in. wprowadzenie 8-godzinnego dnia pracy oraz demokratyzacja procesu wyborczego (zlikwidowanie uprzywilejowania burżuazji). W 1892 powstał jednak Zagraniczny Związek Socjalistów Polskich i plany m.in. Daszyńskiego, dotyczące stworzenia jednego, scentralizowanego ugrupowania socjalistycznego.
W tym okresie Daszyński poznał i zakochał się w Felicji Nossig-Próchnik. Owocem tego związku był syn, Adam Próchnik. Na przełomie lat 1892 i 1893 przebywał w Karpatach, gdzie wypoczywał. Później przeprowadził się do Krakowa. Tam został redaktorem naczelnym socjalistycznego pisma „Naprzód”. W marcu 1893 uczestniczył w II Kongresie socjalistycznym w Krakowie. Imprezę rozbiła policja, a sam Daszyński trafił na 5 dni do aresztu. W tym samym roku na gruźlicę zmarła mu siostra Zofia. W październiku 1893 przeniósł się do Lwowa, gdzie wydał w 1894 pozycję pt. Krótka historia rozwoju partii socjalistycznej w Galicji (od maja 1890 do 1 maja 1894). W tym samym czasie przeprowadził się ponownie do Krakowa, gdzie znów został szefem „Naprzodu”. Następnie brał udział w III Kongresie Socjalistycznym Galicji i Śląska. Z tego okresu pochodzi kolejna broszura autorstwa Daszyńskiego, pt. Bankructwo demokracji galicyjskiej. Zawarł w niej ostrą krytykę mieszczaństwa.
W 1895 umarła matka Ignacego Daszyńskiego. Socjalistyczny działacz brał udział m.in. w międzynarodowym kongresie, który odbył się w Londynie w 1896. Jesienią tego roku Polak piastujący stanowisko premiera Austrii, hrabia Kazimierz Badeni wprowadził częściową reformę ordynacji wyborczej. W jej wyniku 72 posłów miało zostać wyłonionych w drodze głosowania powszechnego. Ignacy Daszyński, podobnie jak inni socjaliści upatrywali w tym szansę na zwiększenie popularności swej ideologii, a także zagwarantowanie możliwości walki o realizację ideałów socjalistycznych na forum parlamentarnym. Okręgi wyborcze zostały tak wytyczone, aby obejmowały swym zakresem miasta i wsie. Daszyński został wysunięty jako kandydat okręgu krakowskiego (złożonego z 2 miast i 157 gmin wiejskich), musiał dotrzeć także do chłopów. Ostatecznie otrzymał aż 75% wszystkich głosów – oprócz robotników, części chłopów i studentów, na jego kandydaturę zagłosowało także wielu Żydów. W 1897 Ignacy Daszyński został najmłodszym posłem w tamtejszej Izbie Posłów Rady Państwa Przedlitawii; stanął na czele klubu socjalistów reprezentujących wyborców z tej części monarchii. W tym samym roku, 6 lipca ożenił się z aktorką Marią Paszkowską. Uroczystość zawarcia małżeństwa odbyła się w Wiedniu.

#### W parlamencie austriackim

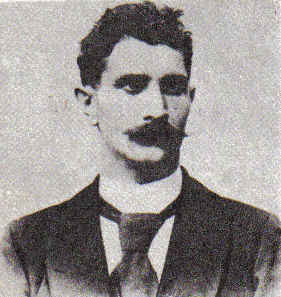
Daszyński ok. 1905

Po dostaniu się do parlamentu, Daszyński został szefem klubu poselskiego Związku Posłów Socjalno-Demokratycznego. Liczył on 15 osób.
W 1898 w części Zachodniej Galicji władze wprowadziły stan wyjątkowy. Miał on doprowadzić do osłabienia ruchu robotniczego. W jego trakcie ograniczono większość swobód, takich jak prawo do zgromadzeń. Daszyński prowadził na forum parlamentu walkę przeciwko takim działaniom rządu, m.in. 22 listopada wygłosił słynne przemówienie, w którym protestował wobec poczynań władz. Później wspierał akcje strajkowe przeprowadzane przez robotników, ale twierdził także iż działalność taka może być prowadzona tylko w ramach prawa. Zajmował się także walką o demokratyzację ordynacji wyborczej do parlamentu (postulował m.in. zlikwidowanie głosowania kurialnego).
Był znakomitym mówcą, a jego wystąpienia przyciągały wielu słuchaczy. Na forum parlamentu atakował w nich konserwatystów i krytykował premiera Kazimierza Badeniego. Daszyński doprowadził do wielotysięcznej manifestacji, która przeszła ulicami Wiednia w 1898. W jej wyniku cesarz zdymisjonował szefa rządu.
W grudniu 1900 r. został ponownie wybrany do Rady Państwa kadencji X (1901-1907). W tym czasie nawiązał kontakty z polskimi socjalistami z terenu Zagłębia Ostrawsko-Karwińskiego, gdzie w 1900 r. kierował strajkiem tamtejszych robotników. Protest zakończył się wprowadzeniem dla górników dziewięciogodzinnego dnia pracy. w 1903 r. zaczął postulować o wprowadzenie narodowej niepodległości w obrębie monarchii austriackiej. W tym samym roku poznał Józefa Piłsudskiego, którego tekst wydrukowano w piśmie „Naprzód”. Daszyński w swej działalności skupił się na obchodzeniu cenzury – jako publicysta podlegał temu ograniczeniu wolności słowa, ale jako parlamentarzysta – już nie. Stąd też skonfiskowane przez cenzorów artykuły mógł przedstawiać na forum parlamentarnym jako interpelacje, a te prasa mogła drukować bez ograniczeń. W 1907 r. doprowadził do nadania całej ludności pełni praw wyborczych i powszechnego prawa wyborczego, jednakże podczas wyborów do kadencji XI (1907-1911) w maju 1907, mimo uzyskania przez partię socjaldemokratyczną 80 mandatów, Daszyński posłem nie został wybrany. Mandat odzyskał w wyborach uzupełniających na terenie Śląska Cieszyńskiego w okręgu Frysztat–Bogumin, które były spowodowane złożeniem mandatu przez Tadeusza Regera. W 1910 r. wziął udział w uroczystościach odsłonięcia pomnika grunwaldzkiego. Wówczas to podczas przemówienia namawiał do walki o niepodległą Polskę. W wyborach 1911 r. odzyskał mandat posła na terenie Galicji. 

#### Radny Krakowa
12 maja 1902 Daszyński został radnym Krakowa. Podczas swej działalności w Radzie Miejskiej skupił się na walce ze środowiskami konserwatywnymi i lojalistycznymi. Na pierwszym posiedzeniu Rady zwrócił się do swoich przeciwników politycznych słowami: 
Towarzystwo akcyjne hien wyborczych! Skończyły się drzemki!
 Daszyński zajmował się również sprawami socjalnymi i związanymi z krakowską infrastrukturą. Był członkiem miejskich komisji przemysłowej, węglowej i kanałów spławowych. Po wybuchu rewolucji w 1905 brał udział w demonstracji na Rynku w Krakowie, która odbyła się 2 lutego 1905. W jej czasie Daszyński spalił portret cara. Próbującej rozpędzić demonstrację policji nie udało się schwytać radnego.
W 1907 parlament uchwalił nową ordynację wyborczą. Odtąd w wyborach do Rady Państwa głosować mogli wszyscy mężczyźni powyżej 24. roku życia. W maju tegoż roku socjaliści odnieśli spory sukces wyborczy. Znacznie zmniejszyła się za to reprezentacja parlamentarna konserwatystów.
Na przełomie 1910 i 1911 roku udzielał poparcia strajkującym studentom UJ.
W 1911 był członkiem Sekcji Narciarskiej Towarzystwa Tatrzańskiego.

#### Lata 1912–1918

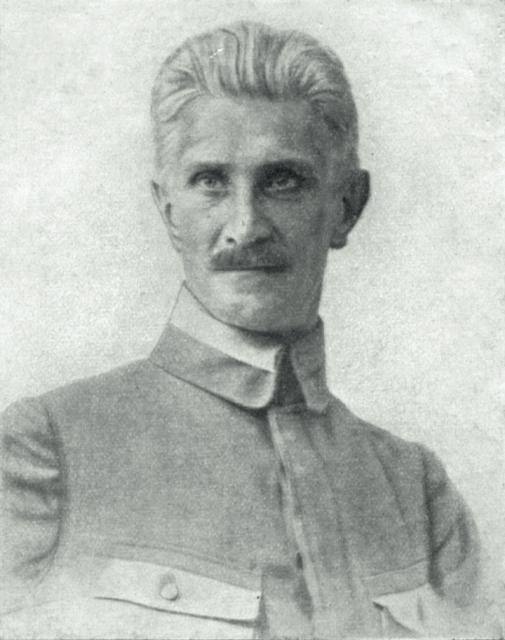
Ignacy Daszyński w mundurze legionowym

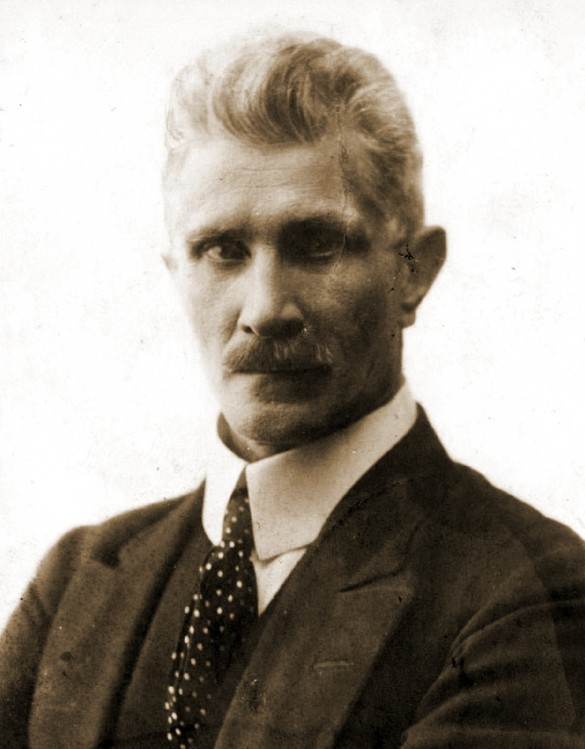
Ignacy Daszyński, 1915

Tuż przed wybuchem I wojny światowej PPSD zawiązała porozumienie z PPS – Frakcją Rewolucyjną Józefa Piłsudskiego. Ustalono, iż Polacy w nadchodzącym konflikcie powinni wspierać państwa centralne, dzięki czemu w przyszłości być może powstanie monarchia austro-węgro-polska. Daszyński był jednym z autorów uchwały PPSD, w której stwierdzał m.in. 
Jako legalni zastępcy narodu polskiego wyrażamy przekonanie, że w możliwym konflikcie Austro-Węgier z Rosją – którego wybuch usuwa się w zupełności spod naszych wpływów – wszystkie siły narodu polskiego powinny zwrócić się przeciw caratowi rosyjskiemu, który jest nieprzejednanym i okrutnym gnębicielem ogromnej większości naszego narodu.
 Daszyński opowiadał się za wstępowaniem członków partii socjalistycznej w szeregi polskich oddziałów paramilitarnych, głównie „Strzelca”. Dzięki m.in. jego działaniom organizacje te zostały uznane przez władze austriackie za legalnie działające. W listopadzie 1912 PPS – Frakcja Rewolucyjna i PPSD weszły w skład Tymczasowej Komisji Skonfederowanych Stronnictw Niepodległościowych, a jednym z ich reprezentantów był Daszyński. Socjaliści galicyjscy mieli nadzieję wywołać powstanie antyrosyjskie po wybuchu wojny na terenie Królestwa Polskiego.

W sierpniu 1914, po rozpoczęciu konfliktu, postulował wraz z Piłsudskim konieczność samodzielnej walki z Rosją. Daszyński wstąpił do Legionów Polskich jako strzelec. Na kilka dni (8–14 sierpnia) został zastępcą komisarza wojskowego w Miechowie. Był komisarzem Polskiej Organizacji Narodowej w 1914 roku. Próbował bezskutecznie porwać ludność do walki z carską Rosją. W 1914 roku jako przedstawiciel socjaldemokratów był członkiem sekcji zachodniej Naczelnego Komitetu Narodowego. Po utworzeniu Naczelnej Komendy Legionów wszedł w jej skład, a w 1916 r. przeforsował wejście polskich socjalistów do koła polskiego w parlamencie wiedeńskim, stając się jego wiceprezesem. Po utworzeniu przez parlamentarne Koło Polskie Naczelnego Komitetu Narodowego, Daszyński wszedł w skład jego Wydziału Wykonawczego. Organ ten zadecydował o utworzeniu polskich ochotniczych sił zbrojnych, czyli Legionów Polskich. W swoich poglądach był początkowo jak inni politycy galicyjscy zwolennikiem oparcia Polski o Austro-Węgry. Akt 5 listopada, gwarantujący Polakom powstanie samodzielnego Królestwa Polskiego, oceniał niejednoznacznie. Wyrażał zadowolenie z faktu proklamowania państwowości polskiej, ale i gorycz, gdyż ów Akt separował były zabór rosyjski od Galicji. Pomimo tego był jednym z uczestników prac na przyszłą konstytucją tego tworu państwowego. 28 maja 1917 głosował w parlamencie austriackim za wnioskiem PSL „Piast”, w którym Koło Polskie Sejmowe stwierdza, że jedynym dążeniem narodu polskiego jest odzyskanie niepodległej i zjednoczonej Polski z dostępem do morza. Pod wpływem kryzysu legionowego i uwięzienia Piłsudskiego w Magdeburgu w lipcu 1917 Daszyński przeszedł do coraz ostrzejszej opozycji wobec monarchii austro-węgierskiej. Formalnie jego przejście na stronę aliantów nastąpiło po traktacie brzeskim, który dla Polaków okazał się kolejnym rozbiorem ziem polskich, pozostawiającym po ukraińskiej stronie granicy Chełmszczyznę. W parlamencie 22 stycznia 1918 stwierdził, iż Galicja chce wejść do zjednoczonej i niepodległej Polski. W końcu września 1918 z jego inicjatywy opracowano i uzgodniono z Narodową Demokracją wniosek, który został wniesiony do parlamentu austriackiego 2 października 1918 roku. Domagano się w nim przywrócenia niezawisłego państwa polskiego złożonego z ziem trzech zaborów, własnym wybrzeżem i Śląskiem. Sprawę polską uznano za międzynarodową i postulowano udział Polski w kongresie pokojowym, który „ma sprawę Polski rozstrzygnąć”. Swą ostatnią mowę wygłosił Daszyński 3 października 1918. Stwierdził wówczas, iż:
wszyscy Polacy zgodnie oświadczają, że chcą narodowego prawa dla wszystkich trzech zaborów powstałych po gwałcie rozbioru Polski: wszystkie trzy zabory mają być złączone i ogłoszone jako niepodległe państwo, a to zjednoczenie i ta niepodległość musi dojść do skutku na drodze międzynarodowego prawa, na międzynarodowym światowym kongresie pokoju.

#### Premier rządu lubelskiego

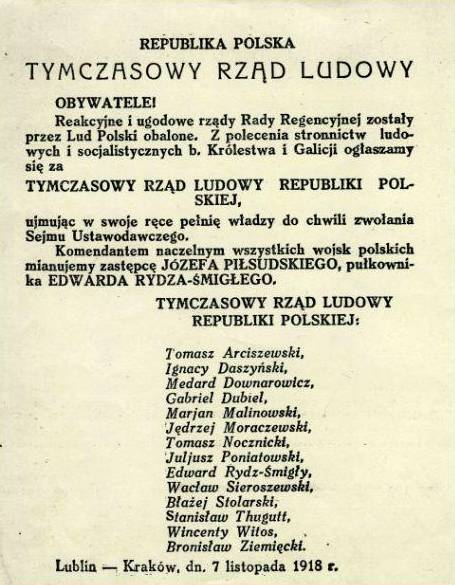
Afisz proklamujący powstanie Tymczasowego Rządu Ludowego w listopadzie 1918

15 października Daszyński wraz z innymi Polakami w parlamencie austriackim uchwalił dokument, w którym członkowie izby złożyli deklarację, że uważają się od tej pory za obywateli polskich. Pod koniec października pojawiły się pierwsze symptomy rozpadu Austro-Węgier. 28 października Daszyński znalazł się w prezydium Polskiej Komisji Likwidacyjnej (z Wincentym Witosem na czele), która miała swą siedzibę w Krakowie, a później we Lwowie. Wprawdzie powołana przez austriackiego i niemieckiego zaborcę Rada Regencyjna próbowała podporządkować sobie Komisję, ale Witosowi i Daszyńskiemu udało się pokrzyżować te plany.
W nocy z 6 na 7 listopada 1918 w Lublinie, na terenach Kongresówki wcześniej okupowanych przez Austrię, powstał Tymczasowy Rząd Ludowy Republiki Polskiej, którego premierem oraz ministrem spraw zagranicznych został Ignacy Daszyński. W skład gabinetu weszli także m.in. Wincenty Witos, Tomasz Arciszewski, Jędrzej Moraczewski i Stanisław Thugutt. Program rządu przedstawiono w Manifeście, który posługując się frazeologią rewolucyjną, wzywał lud, robotników i chłopów, by ujęli władzę w swe ręce i budowali gmach niepodległej i zjednoczonej Ludowej Rzeczypospolitej Polskiej. W myśl manifestu wszyscy obywatele mieli otrzymać równouprawnienie pod względem politycznym i obywatelskim, co miało wyrażać się wolnością sumienia, druku, słowa, zgromadzeń, pochodów, zrzeszeń, i strajków. W ramach dążeń do poprawy warunków socjalnych zapowiedziano ośmiogodzinny dzień pracy w przemyśle, handlu i rzemiośle. Zapowiadano nacjonalizację kopalń i wielkiej własności ziemskiej. Kształt przyszłego państwa polskiego ujęto jako demokratyczną republikę parlamentarną.
Ostatecznie lubelski rząd pod przewodnictwem Daszyńskiego podporządkował się 14 listopada Józefowi Piłsudskiemu. Tegoż samego dnia Piłsudski polecił Daszyńskiemu sformowanie rządu, zaznaczając jednak, by wzmocnił skuteczność pracy swego gabinetu przez udział w nim wybitnych sił, niezależnie od przekonań politycznych i zakazał radykalnych reform społecznych, jako że stanowienie prawa należy do Sejmu Ustawodawczego. Jednakże na skutek oporów prawicy, misja Daszyńskiego nie powiodła się. Trzy dni później podał się do dymisji. Następnego dnia, 18 listopada, w prasie ukazał się list Józefa Piłsudskiego wyrażający Daszyńskiemu podziękowanie za prawdziwie obywatelską pracę, której dokonał, by ułatwić powstanie pierwszego rządu Polski. Piłsudski podkreślił, że Daszyński nie wahał się poświęcić dla dobra sprawy swojej osoby, aby tylko dojść do porozumienia się rozbieżnych czynników.

#### Poseł na Sejm Ustawodawczy

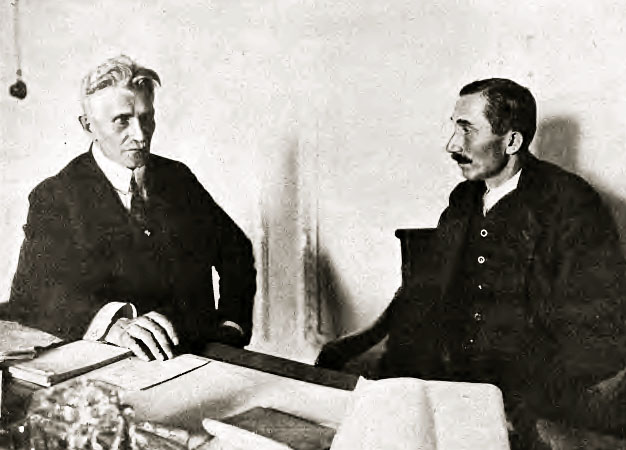
Szef Rządu Obrony Narodowej, Wincenty Witos (z prawej) i Ignacy Daszyński, wicepremier

Daszyński wystartował w pierwszych powojennych wyborach do polskiego Sejmu jako przedstawiciel zaboru austriackiego, używając hasła wyborczego Pierwszy Sejm Ustawodawczy to Pierwszy Gospodarz Ojczyzny, to jej budowniczy, źródło jej prawa i mocy. Sejm to Polska Wolna, Niepodległa i Zjednoczona. Do Sejmu Ustawodawczego weszło razem 36 posłów PPSD i PPS. Stworzyli oni klub parlamentarny, o nazwie Związek Polskich Posłów Socjalistycznych. Wkrótce potem Daszyński został jego prezesem. Wszedł on również w skład konwentu seniorów izby.
W ciągu kadencji Sejmu Ustawodawczego, skupił się przede wszystkim na promowaniu programu socjalistycznego. Opowiadał się za nacjonalizacją części przemysłu – utworzeniem państwowych monopoli, np. węglowego czy spirytusowego. Postulował poprawę warunków pracy i bronił praw pracowniczych, jak również popierał rozwój spółdzielczości i edukację chłopów oraz robotników.
26 kwietnia 1919 doszło do zjednoczenia PPSD, PPS i PPS Zaboru Pruskiego. W jego wyniku utworzono jednolitą PPS. Daszyński wszedł w skład Rady Naczelnej partii i został jednym z jej przewodniczących. W tym czasie był jednym z redaktorów francuskojęzycznego Biuletynu PPS Bulletin Official du Parti Socialiste Polonaise, jak również tygodnika Trybuna. Po wybuchu wojny polsko-bolszewickiej, Daszyński opowiadał się za jak najszybszym zawarciem pokoju. Należał do przeciwników powołania Rady Obrony Państwa, określając ją jako skrót Sejmu. Po decyzji Centralnego Komitetu Wykonawczego PPS 24 lipca 1920 wszedł w skład Rządu Obrony Narodowej, obejmując stanowisko wicepremiera (szefem rządu został Witos). Był wówczas zdania, iż dzięki temu krokowi (tj. włączeniu do gabinetu przywódców chłopskich i socjalistycznych), uda się zwiększyć liczbę rekrutów. Po zwycięstwie polskim nad Niemnem, zaczął narastać konflikt pomiędzy Daszyńskim a resztą rządu, zwłaszcza Ministerstwem Spraw Zagranicznych. Socjalistyczny przywódca krytykował obsadę placówek dyplomatycznych i politykę polską na Wschodzie (m.in. plany ofensywy generała Tadeusza Rozwadowskiego). 15 grudnia 1920 Rada Naczelna PPS zwróciła się do szefa rządu o wycofanie Daszyńskiego z gabinetu, więc 18 grudnia złożył dymisję, a 4 stycznia 1921 została przyjęta przez premiera Witosa.
Po wyjściu z rządu Daszyński skupił się na pracy nad uchwaleniem nowej ustawy zasadniczej. Konstytucja marcowa została przyjęta 17 marca 1921, a zasługą socjalistycznego lidera był m.in. jej demokratyczny charakter (np. konserwatyści proponowali Senat, do którego wchodziliby członkowie z racji piastowanego stanowiska, a nie z wyboru, czemu sprzeciwiała się PPS). Po uchwaleniu konstytucji Sejm Ustawodawczy rozwiązał się.

#### Wicemarszałek Sejmu (1922–1927)

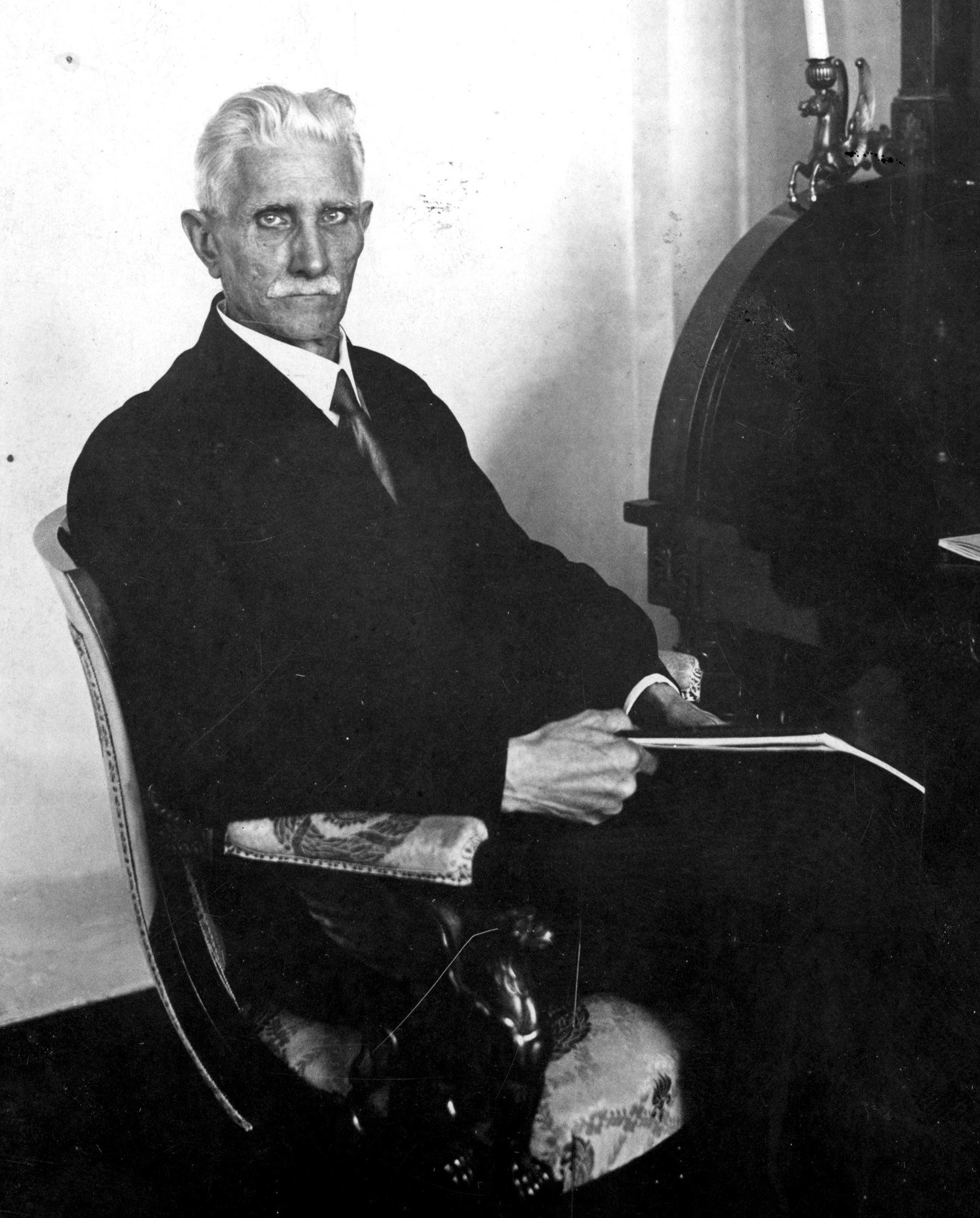
Ignacy Daszyński w swoim gabinecie (ok. 1928–1930)

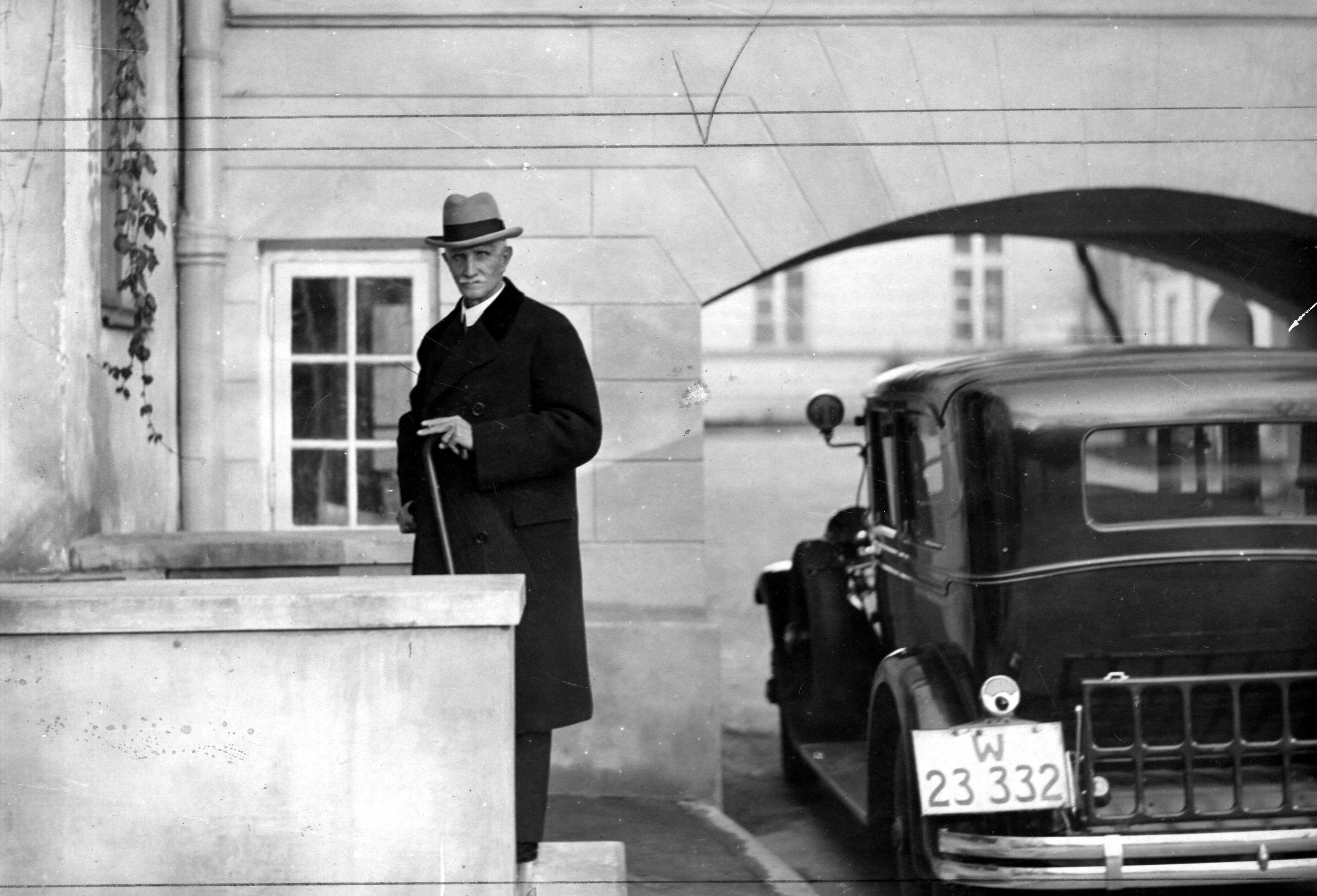
Daszyński po powrocie z konferencji prezydenta RP Ignacego Mościckiego wchodzi do swego mieszkania w Sejmie

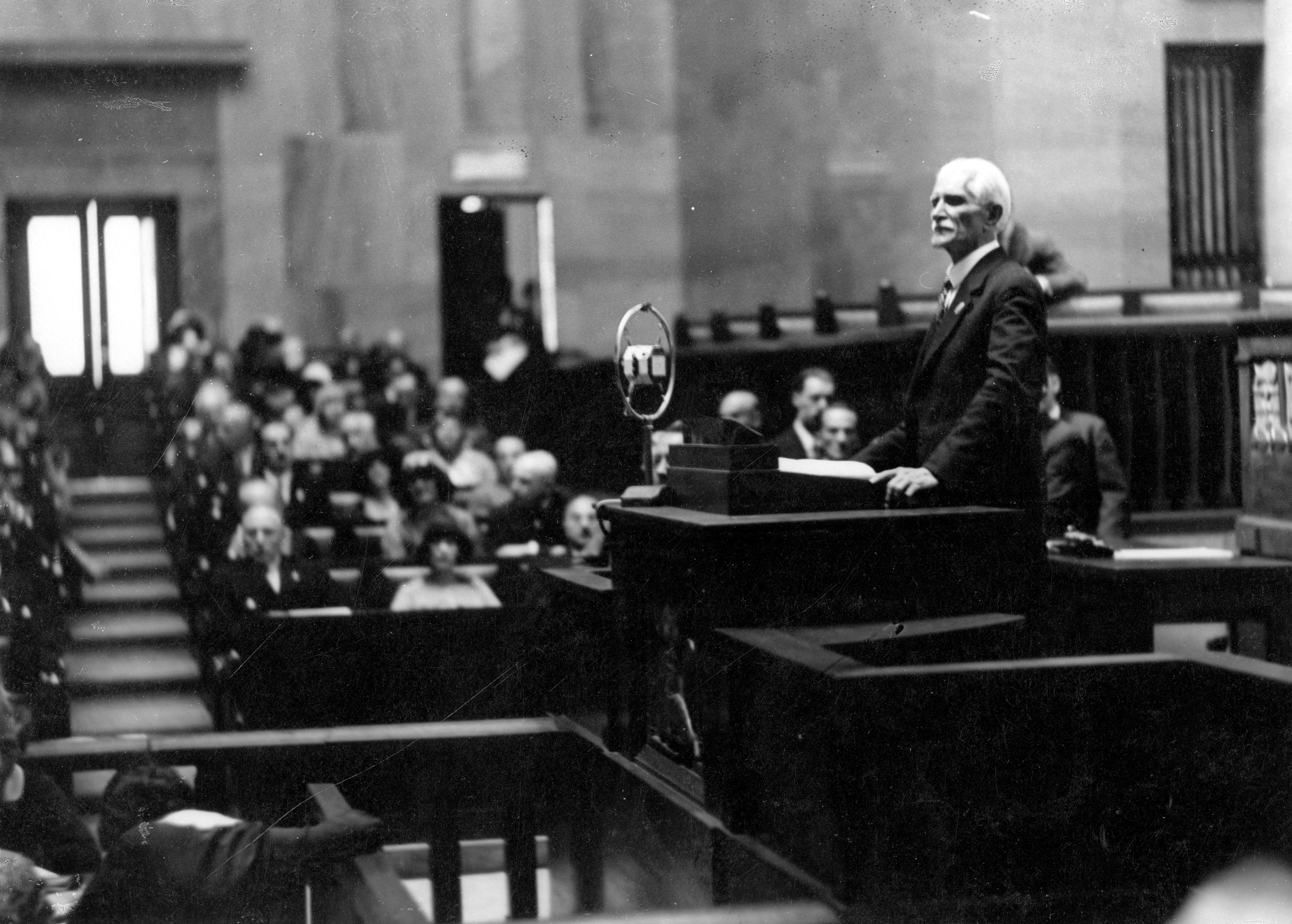
Daszyński na mównicy sejmowej

W wyniku wyborów z 5 listopada 1922, Daszyński ponownie został posłem. W okręgu Kraków powiat, Chrzanów, Oświęcim, Olkusz i Miechów uzyskał 52 874 głosy. 9 grudnia został zgłoszony przez swe ugrupowanie jako kandydat na urząd prezydenta. Uzyskał jedynie 49 głosów. Po wyborczej porażce poparł w dalszych głosowaniach kandydaturę Gabriela Narutowicza, czym przyczynił się do jego wyboru przez Zgromadzenie Narodowe na urząd prezydenta. Spotkało się to z niezadowoleniem prawicy (Narutowicz został wybrany głosami m.in. posłów reprezentujących mniejszości narodowe). W dniu zaprzysiężenia prezydenta elekta udający się na uroczystość Daszyński i Bolesław Limanowski zostali napadnięci przez prawicowe bojówki i zmuszeni do zabarykadowania się w bramie jednego z domów. Później Daszyński domagał się wyjaśnienia tych zajść. Pisał: 
Polskie życie polityczne nie może być dżunglą afrykańską, w której buszuje kilkunastu hultai klasowych. (...) Wasz faszyzm albo zginie w Polsce, rozbije głowę o demokrację, albo Polska zapłonie wojną domową.
Po zabójstwie prezydenta Narutowicza, dokonanym przez zwolennika endecji Eligiusza Niewiadomskiego, socjaliści planowali akcję odwetową na prawicowcach. Daszyński sprzeciwił się takiemu rozumowaniu i zabronił dalszej eskalacji przemocy.

21 grudnia 1922 na posiedzeniu Rady Naczelnej PPS zgłosił wniosek o założenie ogólnopolskiej robotniczej organizacji oświatowej – Towarzystwo Uniwersytetu Robotniczego. Już 21 stycznia 1923 ukonstytuował się Zarząd Główny TUR, na czele którego stanął Daszyński. Sprawował tę funkcję do śmierci. Utworzenie TUR stanowiło jedno z najważniejszych dokonań osobistych Daszyńskiego. Jak określił później Daszyński:
Z chwilą powstania niepodległości Polski powstała dysproporcja między przygotowaniami mas do życia obywatelskiego a możnością należytego wykorzystania ustaw, które przyniosły pierwsze tygodnie niepodległości Polski. Dysonans ten doszedł do tragedii mordu popełnionego na pierwszym Prezydencie Rzeczypospolitej (...) W tym czasie powstał TUR (...) – łączyło się to z myślą, by klasa robotnicza doszła do takiego stopnia rozwoju, by mogła stawić czoła ciemnocie. Nie uprawiamy agitacji partyjnej (w TUR), strzegąc się wszystkiego, co by odwiodło naszych członków od spokojnego nabywania wiedzy.
 W lutym 1923 w czasie wystąpienia sejmowego zasłabł, co spowodowało odsunięcie się Daszyńskiego od bieżących działań (ponownie głos na forum Sejmu zabrał we wrześniu 1926). Swoją działalność w parlamencie ograniczył wyłącznie do wykonywania funkcji poselskich.
Pomimo stanu zdrowia, w trakcie XIX Kongresu PPS (30 grudnia 1923 – 1 stycznia 1924) ponownie został wybrany przewodniczącym Rady Naczelnej PPS. Wybór został również ponowiony na XX Kongresie PPS (31 grudnia 1925 – 3 stycznia 1926).
Po wejściu Jędrzeja Moraczewskiego do rządu Aleksandra Skrzyńskiego, objął 26 listopada 1925 opuszczoną przez Moraczewskiego funkcję wicemarszałka Sejmu. Daszyński początkowo wspierał udział PPS w rządzie Skrzyńskiego, jednak prowadzona przez niego polityka (rosnące bezrobocie, hiperinflacja) oraz zamierzenia spowodowały gwałtowną krytykę. 20 kwietnia 1926 PPS wycofała się z rządu co spowodowało niebawem jego upadek. W miejsce rządu Skrzyńskiego, 10 maja 1926 powołany został prawicowy rząd Wincentego Witosa, wobec którego PPS stanęła w opozycji.

12 maja 1926 Józef Piłsudski dokonał wystąpienia zbrojnego, zwanego później przewrotem majowym. Daszyński poparł zamach stanu swego dawnego przyjaciela, lecz miesiąc później zaatakował nowy rząd, zwłaszcza oburzył go projekt nowej Konstytucji mającej na celu zmniejszenie roli władzy ustawodawczej. W później opublikowanej broszurze Daszyński stwierdził:
Wszechwładza Sejmu Ustawodawczego doprowadziła po kilku latach do upadku Sejmu i przyczyniła się do wszechwładzy rządu (...) Dni majowe stały się punktem wyjścia rosnącego wzrostu siły i potęgi rządu, przy równoczesnym osłabieniu czynnika ustawodawczego: parlamentu (...) Państwo chwieje się między dwiema nienormalnymi i szkodliwymi stanami. Czas najwyższy doprowadzić je do równowagi i harmonijnego współdziałania władzy ustawodawczej i wykonawczej.
 Na wniosek Daszyńskiego CKW PPS w dniu 10 listopada 1926 zajął „rzeczowo opozycyjne” stanowisko wobec rządu Józefa Piłsudskiego. 20 grudnia 1926 podobne stanowisko – po burzliwej dyskusji – zajęła Rada Naczelna PPS wskazując jednak, że opozycja PPS nie zdąża do obalenia premiera marszałka Piłsudskiego, lecz do rekonstrukcji jego gabinetu przez usunięcie zeń żywiołów monarchistycznych i reakcyjnych, do zmiany polityki gospodarczej w myśl żądań klasy pracującej i do zmiany polityki wewnętrznej, w szczególności wobec mniejszości narodowych. Zmienienie w przyszłości stanowiska rządu spotka się w PPS z rzeczową oceną. Szczególny sprzeciw PPS budziło powołanie do rządu konserwatystów wileńskich („żubrów”): Aleksandra Meysztowicza i Karola Niezabytowskiego. W tym samym czasie Daszyński stanął na czele redakcji nowego pisma PPS „Pobudka”.
28 listopada 1927 prezydent Ignacy Mościcki rozwiązał Sejm i Senat.

#### Lata 1927–1936

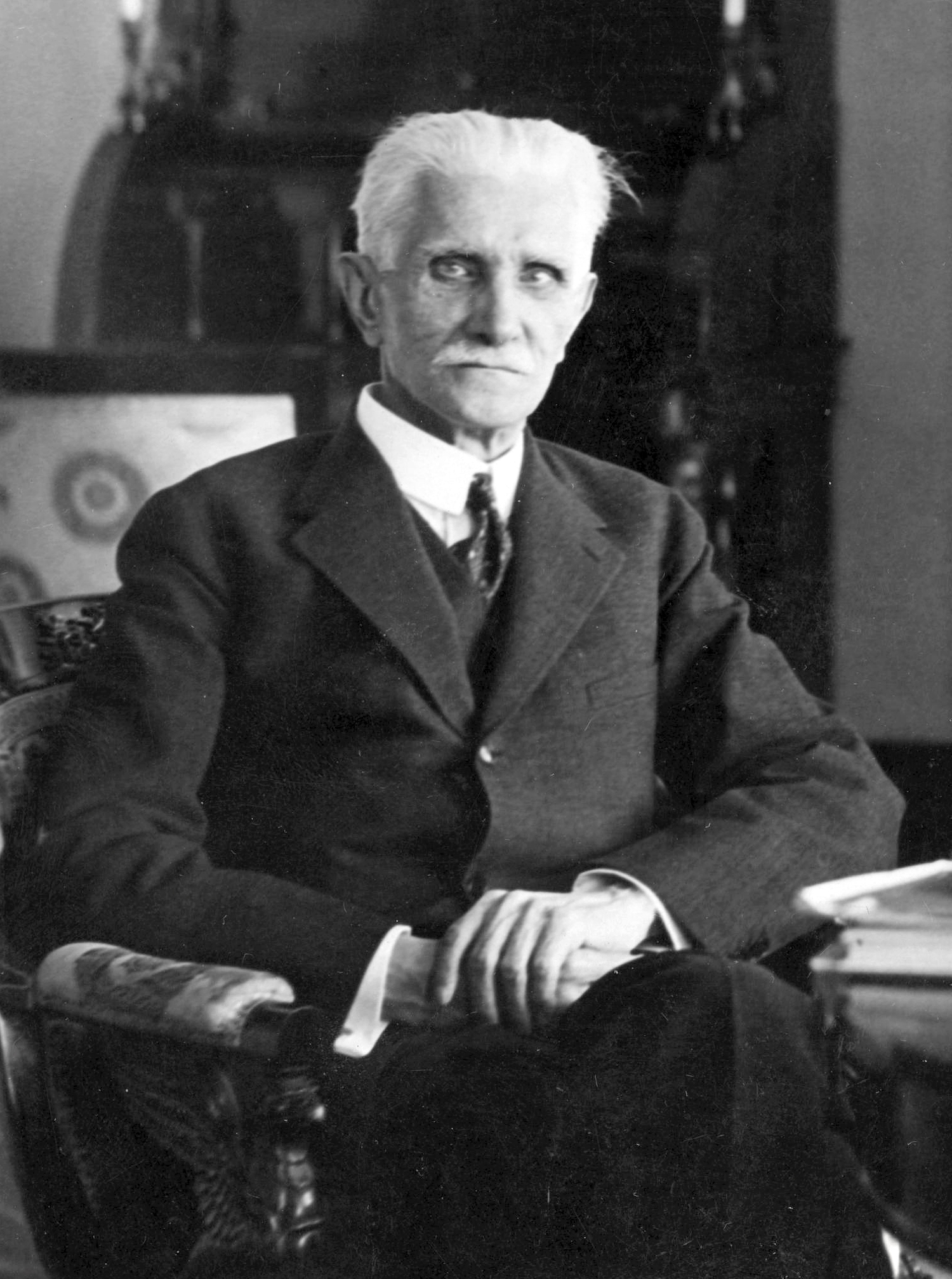
Marszałek Sejmu Ignacy Daszyński, 1929

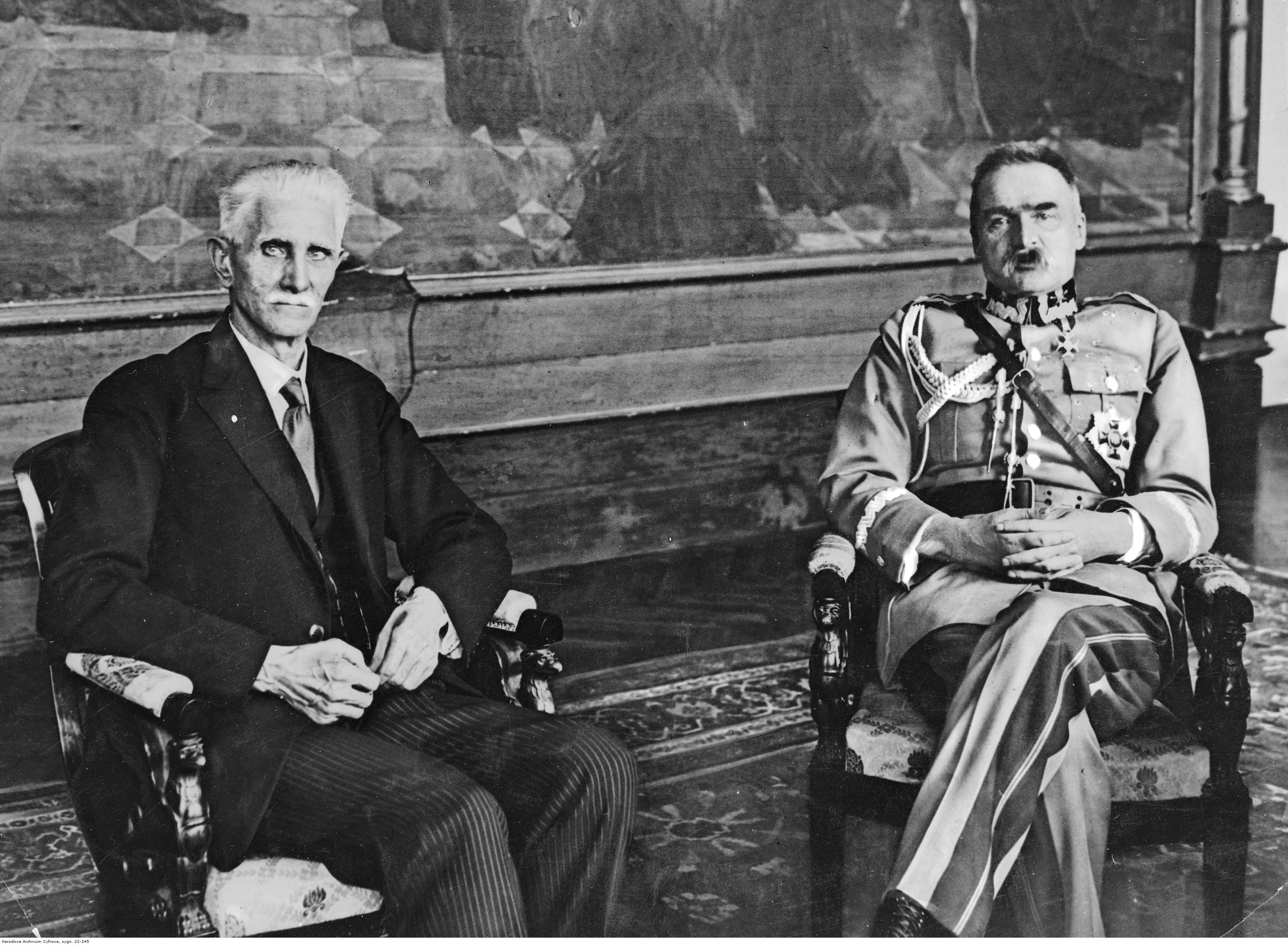
Ignacy Daszyński i Józef Piłsudski w gabinecie marszałka Sejmu, 1928

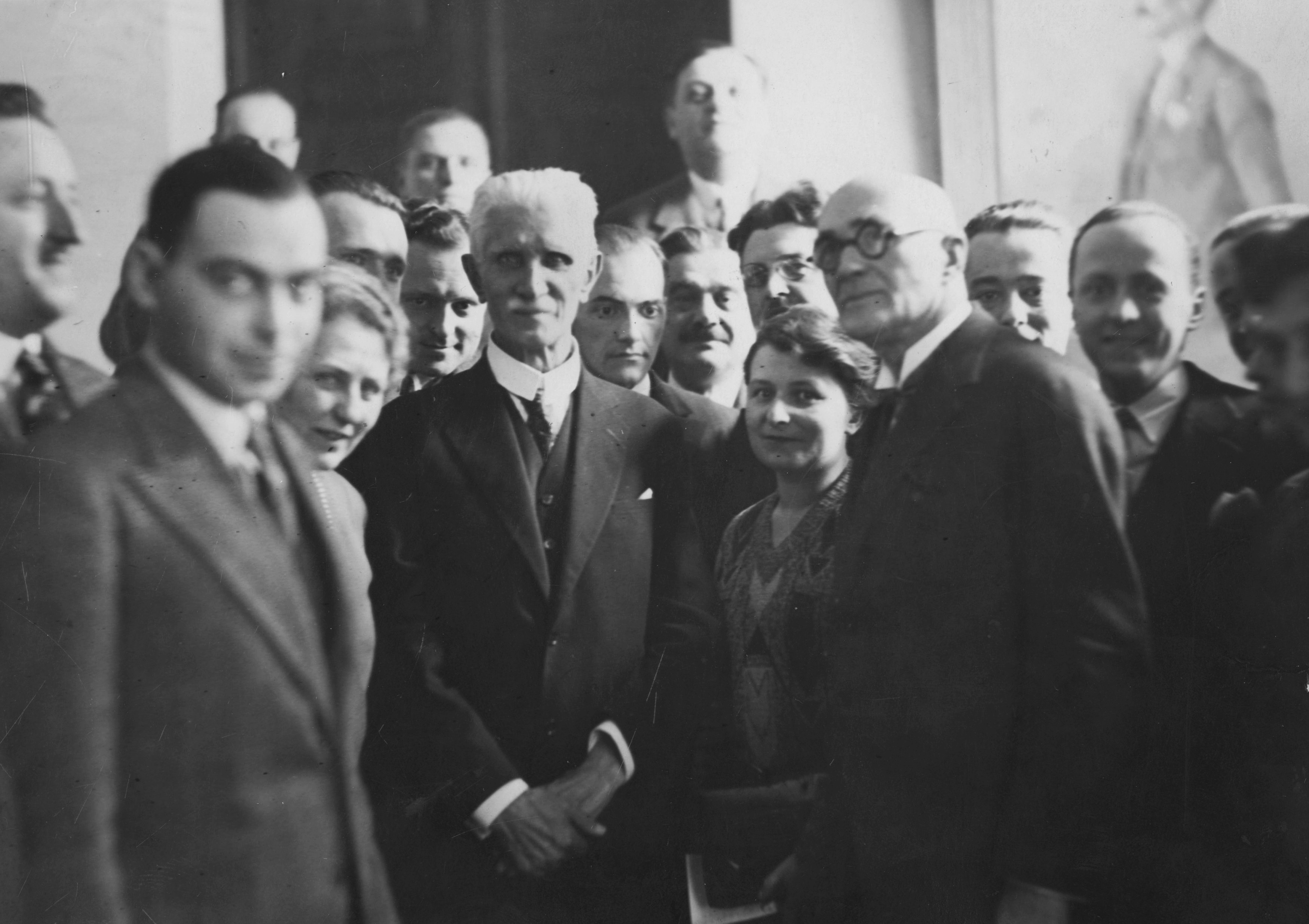
Konferencja prasowa marszałka Sejmu Ignacego Daszyńskiego, 1930

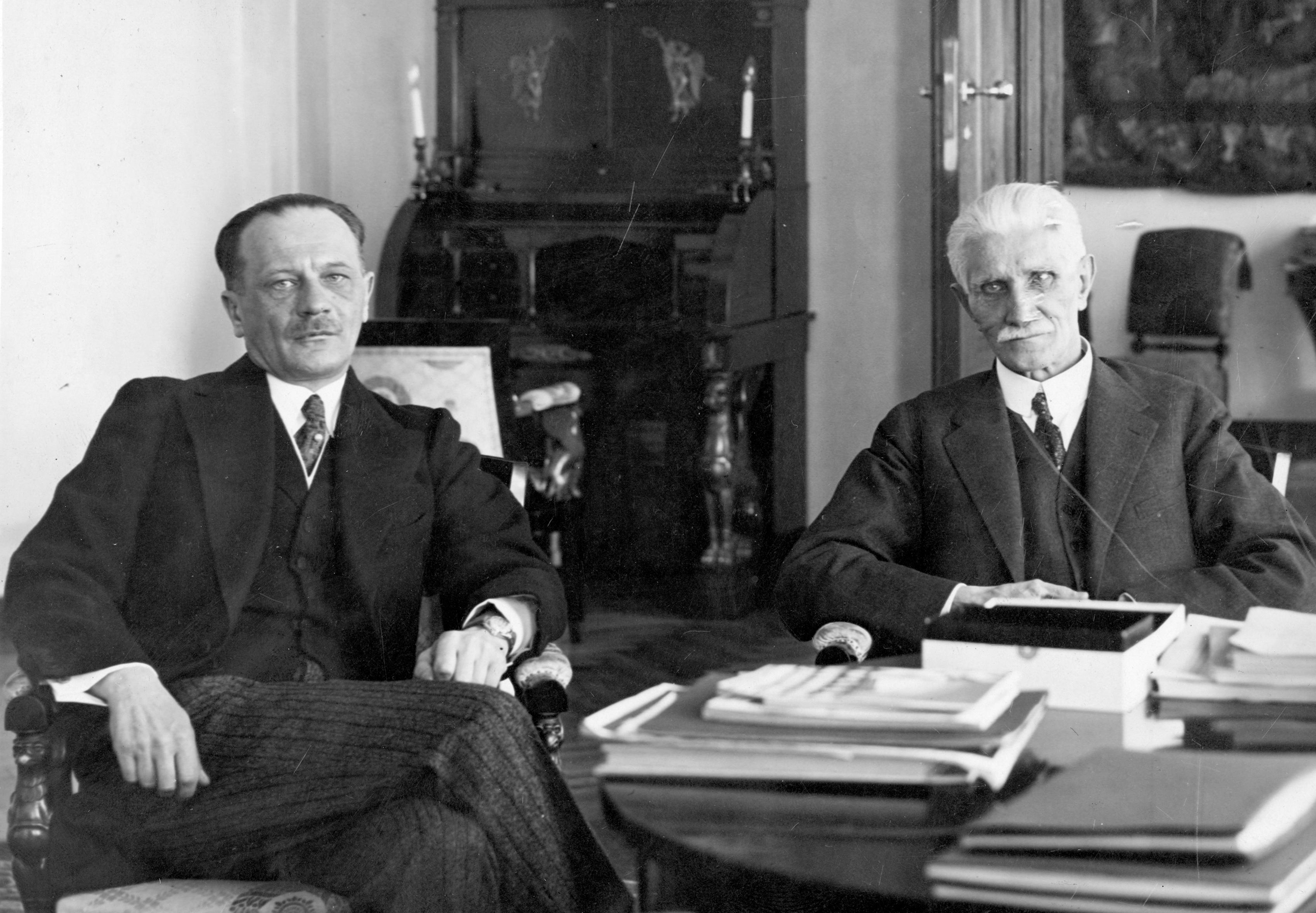
Premier Kazimierz Świtalski w gabinecie Ignacego Daszyńskiego, 1929

W wyborach parlamentarnych w marcu 1928 PPS osiągnęła 14% głosów i 64 mandaty poselskie. Daszyński w swoim okręgu (Kraków, Chrzanów, Oświęcim, Olkusz, Miechów) uzyskał 77 470 głosów, co stanowiło wzrost o 50% w stosunku do roku 1922.
Na pierwszym posiedzeniu Sejmu 27 marca 1928 w wyborach na marszałka Sejmu pokonał przedstawicieli BBWR Kazimierza Bartla oraz Związku Ludowo-Narodowego Aleksandra Zwierzyńskiego, uzyskując w pierwszej turze 177 głosów, zaś w drugiej 206 głosów (54,4%). Po wyborze Daszyński złożył funkcje partyjne: przewodniczącego rady Naczelnej PPS i redaktora „Pobudki”, pozostał jednak nadal przewodniczącym Zarządu Głównego TUR.
Wybór Daszyńskiego na marszałka Sejmu spowodował zaognienie stosunków rządu z parlamentem. Konflikt został zaogniony tzw. „sprawą Czechowicza” po obwinieniu przez opozycję parlamentarną ministra skarbu Gabriela Czechowicza o przekroczenie budżetu państwa za rok 1928. Kwota, o którą chodziło, pochodziła z dyspozycyjnego funduszu premiera. Została ona wykorzystana jednak przez BBWR podczas kampanii wyborczej. Sejm przegłosował wniosek o postawienie przed Trybunałem Stanu Czechowicza, nie ośmielając się jednak pociągnąć do odpowiedzialności samego Piłsudskiego. Pomimo to, Daszyński w czerwcu 1928 spotykał się z Piłsudskim, proponując utworzenie koalicji BBWR, PPS i PSL „Wyzwolenie”. Piłsudski jednak ofertę tę odrzucił. W wyniku tego, w połowie września 1929 powstał Centrolew – blok sześciu ugrupowań parlamentarnych przeciwnych sanacji.

31 października 1929 na wyznaczonym posiedzeniu budżetowej sesji Sejmu doszło do otwartego konfliktu pomiędzy Józefem Piłsudskim a parlamentem. Zamiast premiera Świtalskiego przybył minister spraw wojskowych Józef Piłsudski wraz z ponad stuosobową grupą oficerów. Posłowie potraktowali żołnierzy jako przysłanych przez niego w celu zaaresztowania członków parlamentu. Po zebraniu konwentu seniorów Marszałek Sejmu Daszyński odmówił w takiej sytuacji rozpoczęcia posiedzenia. Wówczas odbyła się ostra rozmowa pomiędzy Piłsudskim, a Daszyńskim, która według wersji gen. Felicjana Sławoj Składkowskiego brzmiała następująco: 
Pan Marszałek Piłsudski: – Więc proszę pana o trzymanie języka (uderzenie w stół ręką) i pytam pana, czy zamierza pan otworzyć sesję?
Pan Marszałek Daszyński: – Pod bagnetami, rewolwerami i szablami nie otworzę.
Pan Marszałek Piłsudski: – To pańskie ostatnie słowo?
Pan Marszałek Daszyński: – Tak jest.
Pan Marszałek Piłsudski: – To pańskie ostatnie słowo?
Pan Marszałek Daszyński: – Tak jest.
Pan Marszałek Piłsudski kłania się lekko i, nie podając ręki, opuszcza gabinet pana Marszałka Daszyńskiego. Przechodząc przez salonik pana Marszałka Sejmu, mówi głośno: To dureń.

Wersje tej rozmowy są rozbieżne w zależności od źródeł. Jednak w dniu 31 października wieczorem marszałek doręczył wszystkim posłom oświadczenie, że 
pod szablami pp.oficerów posiedzenie dzisiejsze odwołuję.
 Listopadowa sesja Sejmu została odroczona przez prezydenta Ignacego Mościckiego, zaś na sesji 6 grudnia 1929 posłowie nowo powstałego Centrolewu przegłosowali większością 243 do 119 głosów, wotum nieufności dla rządu premiera Świtalskiego.
Jednak Daszyński nie chcąc eskalować konfliktu z Józefem Piłsudskim 29 marca 1930 pod naciskiem posłów BBWR wycofał z porządku obrad sprawę Czechowicza.
29 czerwca 1930 w Krakowie odbył się Kongres Obrony Prawa i Wolności Ludu. Daszyński skierował na Kongres depeszę jako Marszałek Sejmu skazanego na bezczynność. Tymczasem 29 sierpnia 1930 prezydent Ignacy Mościcki rozwiązał Sejm i ogłosił nowe wybory. Wybory parlamentarne w 1930, przed którymi dokonano licznych aresztowań posłów i zastraszania. Daszyński stanął w obronie aresztowanych, kierując otwarty list do aresztowanej na Zamku w Lublinie byłej posłanki Ireny Kosmowskiej z PSL „Wyzwolenie”.
Daszyński kandydował w okręgach Kraków-Miasto i Kraków-Chrzanów-Oświęcim-Miechów. Ponadto był umieszczony na czele państwowej listy Centrolewu. Pomimo uzyskania 80 tys. głosów lista w powiecie krakowskim została unieważniona. Daszyński został więc wybrany posłem z listy państwowej. Po wyborach powróciły jego problemy zdrowotne. Po uczestnictwie w posiedzeniu Rady Naczelnej PPS 18 stycznia 1931 udał się do Domu Zdrowia w Bystrej Śląskiej. Pomimo czasowego wycofania się z działalności na XXII Kongresie PPS (23–25 maja 1931) w Krakowie ponownie wybrano go przewodniczącym Rady Naczelnej PPS, zaś na XXIII Kongresie PPS (2–5 lutego 1934) w Warszawie wybrano go honorowym przewodniczącym Polskiej Partii Socjalistycznej. Pomimo pobytu w sanatorium zorganizował „fundusz walki z konfiskatami” na rzecz „Robotnika”. 
Zmarł w Domu Zdrowia w Bystrej Śląskiej w nocy z 30 na 31 października 1936. 3 listopada 1936 odbył się pogrzeb z udziałem wielu tysięcy ludzi w Krakowie. Z Warszawy wyruszył specjalny pociąg, zaś Ministerstwo Komunikacji przyznało bezpłatne bilety powrotne uczestnikom ceremonii pochówku. W dniu pogrzebu we wszystkich zakładach pracy miasta na 5 minut wstrzymano pracę. Został pochowany na cmentarzu Rakowickim (aleja główna - między pasami 43 i 45).

22 listopada został opublikowany ostatni list Daszyńskiego przekazany przez żonę:
Pracowałem całe życie z robotnikami. Im zawdzięczam, że praca moja nie poszła na marne, ku nim z ostatnią myślą się zwracam, żegnając się z nimi. Mam nadzieję niezłomną, że życie ich stanie się lżejsze, że będą silni i zdrowi moralnie, że urzeczywistnią wspólne ideały. Żegnam towarzyszy i przyjaciół, z którymi tyle współpracowałem wspólnie, i proszę ich o życzliwą pamięć dla tych wspólnych wysiłków. Wszystkich proszę o przebaczenie mych błędów i niepamiętanie cierpień, które im w życiu wyrządziłem. Myśl o śmierci dawno już jest dla mnie początkiem wyzwolenia.
Ignacy Daszyński

## Życie prywatne
Jego bratem był Feliks Daszyński (1863–1890), publicysta i działacz socjalistyczny ożeniony z Zofią Daszyńską-Golińską (działaczką na rzecz praw kobiet i senatorką II RP).
Prawdopodobnie synem Ignacego Daszyńskiego i Felicji Nossig był Adam Próchnik. W 1897 polityk ożenił się z aktorką Marią Paszkowską. Z tego małżeństwa miał synów:
- Feliksa (1898–1940), porucznika artylerii Wojska Polskiego, inżyniera geologa, odznaczonego Krzyżem Niepodległości z Mieczami i Krzyżem Walecznych (czterokrotnie), zamordowanego w Charkowie[51];
- Stefana (1902-1958), inżyniera górniczego, geologa i geofizyka, podczas II wojny oficera Polskich Sił Zbrojnych na Zachodzie. Po 1945 pracował przy poszukiwaniach nafty i w górnictwie w Kolumbii, Wenezueli, Iraku, Niemczech, Jugosławii, Anglii i USA. Zmarł na emigracji[52].
- Jana (1904-1940); zmarł 15 maja na gruźlicę

oraz córki: 
- Helenę Rummel (1908–1984), Na emigracji w Anglii członkinię Rady Naczelnej PPS na Obczyźnie, zmarłą w Londynie, pochowaną na North Sheen Cemetery[53].
- Hannę (Annę) Borkowską (1908–1958), aktorkę polską, grającą w latach 30. XX wieku w wielu polskich filmach. Była żoną majora potem płk Wojska Polskiego Mieczysława Borkowskiego (1896-1964) i razem z nim podczas II wojny światowej znalazła się na emigracji początkowo we Francji a następnie w Anglii. W Londynie w latach 1944–1945 była sekretarką Tomasza Arciszewskiego, zm. w Londynie, pochowaną na North Sheen Cemetery[54].

Po śmierci Marii w 1935 ożenił się po raz kolejny, z Celiną Kempner (zm. 1944), członkinią PPS, córką Ludwika (Lejby), jej bratem był Rafał (Chaim) Kempner (1874-1941), adwokat i działacz PPS. Celina Kempner została zamordowana przez Niemców w czasie II wojny światowej.

## Publikacje
- Szlachetczyzna i odrodzenie Galicji Lwów 1899.
- O formach rządu. Szkic socjologiczny, Kraków 1902.
- Tajne sądy wojskowe: mowa wygłoszona w Radzie państwa w dyskusyi nad kontyngentem rekrutów, Kraków 1902.
- Rewolucja w caracie a rząd austriacki, Kraków 1905.
- Polityka proletariatu. Kilka uwag o taktyce rewolucji w Polsce Warszawa 1907.
- Mowa o sprawie polsko-ruskiej, wygłoszona w Izbie Posłów d. 21 maja 1908 r. Kraków 1908.
- Cztery lata wojny. Szkice z dziejów polityki Polskiej Partii Socjalistycznej Galicji i Śląska, Kraków 1918.
- Z burzliwej doby. Mowy sejmowe wygłoszone w czasie od października 1918 do sierpnia 1919 roku, Lwów 1920.
- Wielki człowiek w Polsce. Szkic polityczno-psychologiczny Warszawa 1925.
- Pamiętniki, tom I Kraków 1925, tom II Kraków 1926.
- Sejm, rząd, król, dyktator, Warszawa 1926.
- W obronie praw przedstawicielstwa ludowego. Przemówienie sejmowe tow. Daszyńskiego, Warszawa 1926.
- W pierwszą rocznicę przewrotu majowego Warszawa 1927.
- Czy socjaliści mogą uznać dyktaturę proletariatu, Lublin 1927.

## Odznaczenia

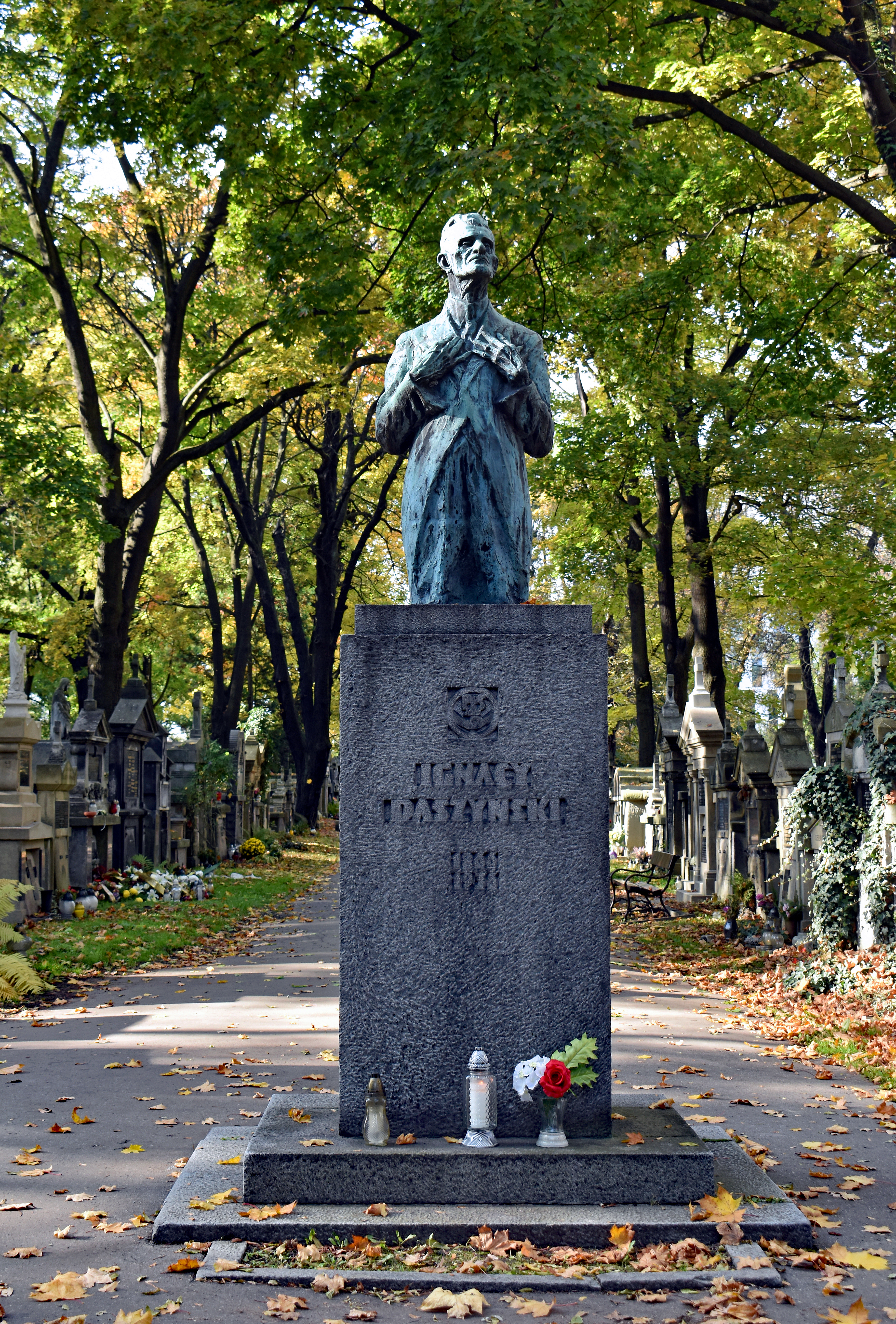
Grób Ignacego Daszyńskiego w głównej alei cmentarza Rakowickiego w Krakowie z pomnikiem autorstwa Olgi Niewskiej

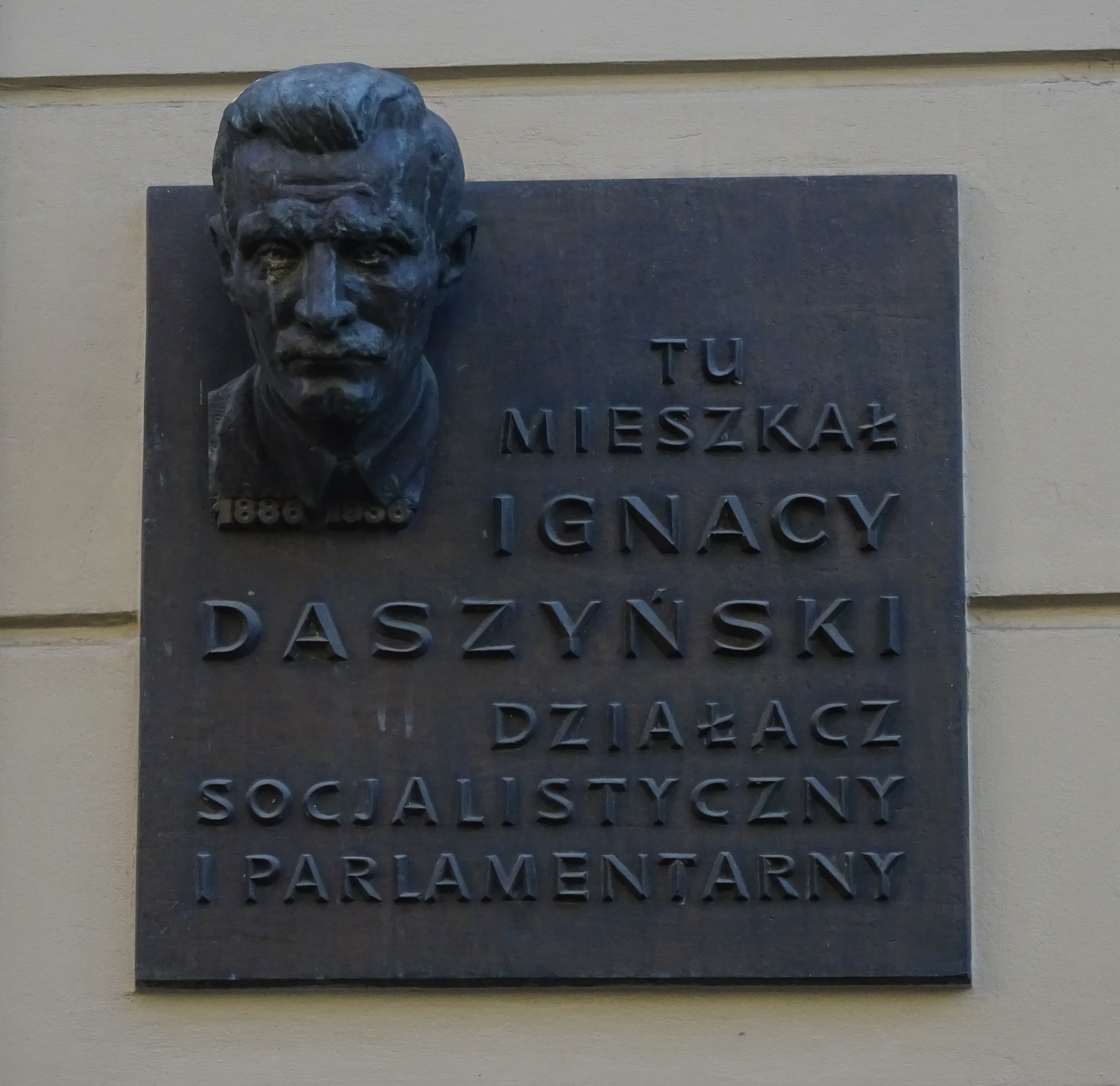
Tablica na kamienicy przy ul. Kremerowskiej 6 w Krakowie, upamiętniająca zamieszkiwanie owej kamienicy przez Ignacego Daszyńskiego

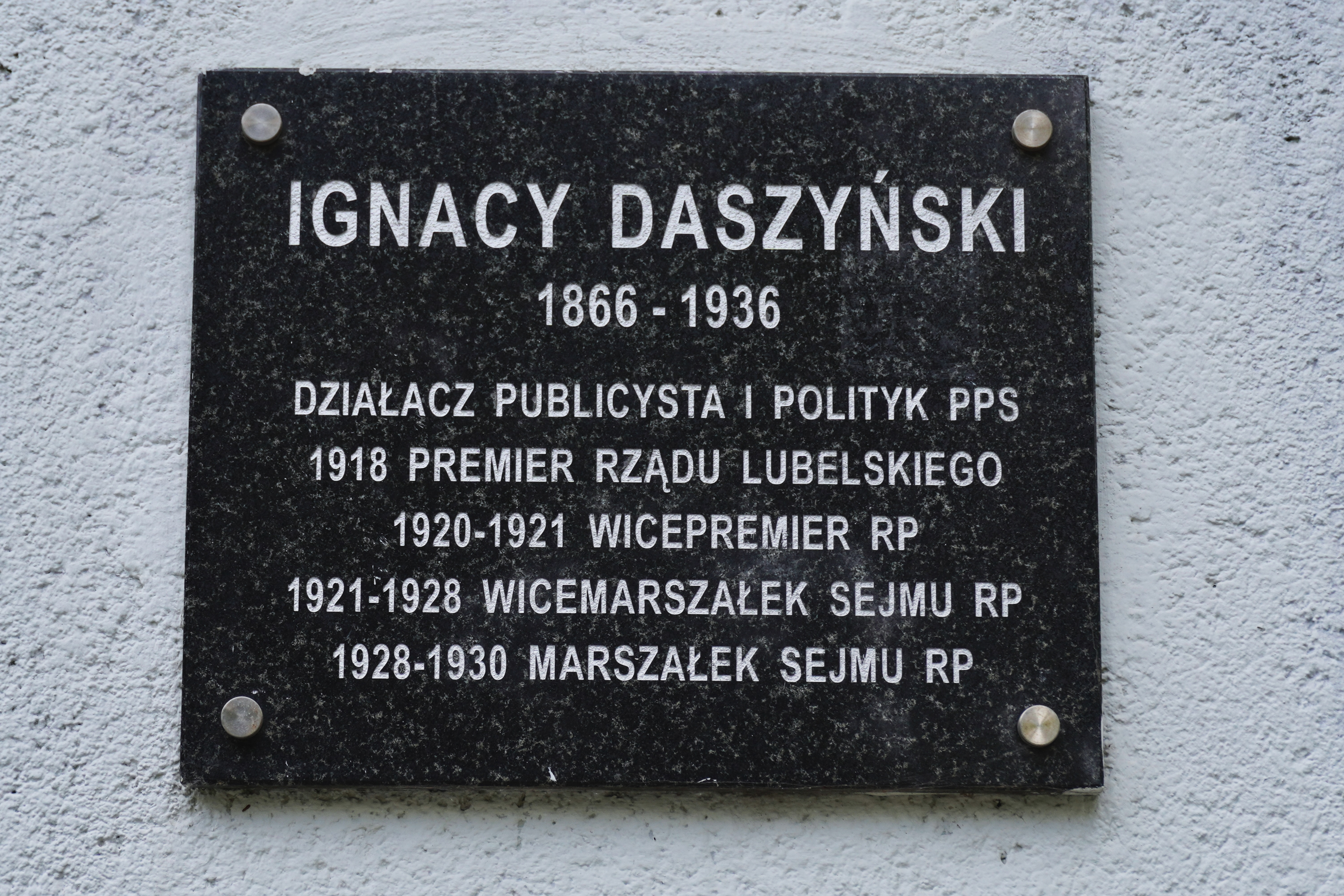
Tablica, upamiętniająca Ignacego Daszyńskiego, wmurowana w elewację budynku nr 7 przy alei jego imienia w Krakowie

- Order Orła Białego (pośmiertnie, 6 listopada 2018) – jako wyraz najwyższego szacunku wobec znamienitych zasług poniesionych dla chwały, dobra i pożytku Rzeczypospolitej Polskiej, z okazji Narodowych Obchodów Setnej Rocznicy Odzyskania Niepodległości Rzeczypospolitej Polskiej[56][57]
- Złoty Wawrzyn Akademicki (5 listopada 1935)[58].

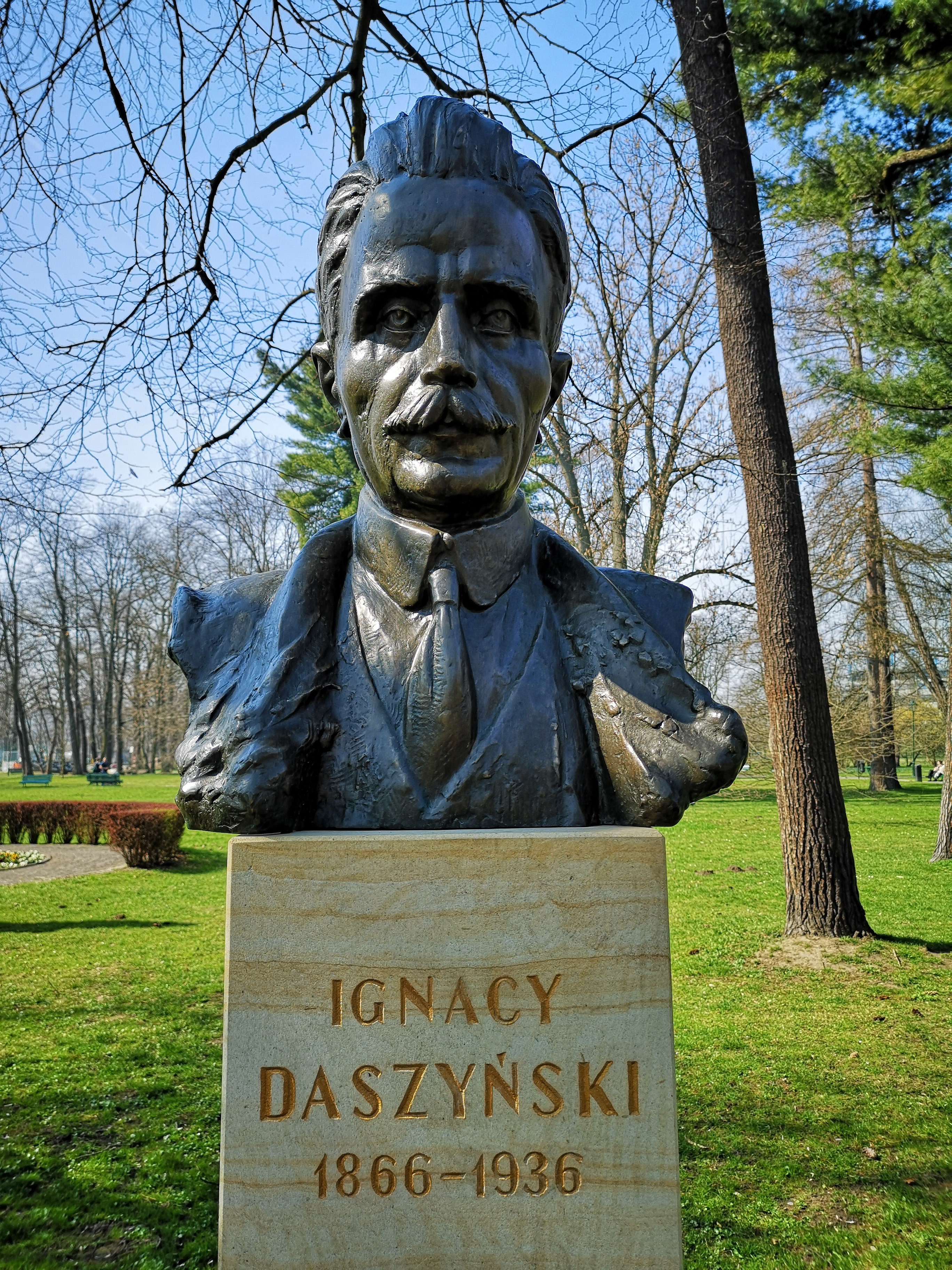
Pomnik Ignacego Daszyńskiego w Parku Jordana, 2019

## Upamiętnienie
- Aleja Ignacego Daszyńskiego w Krakowie
- Pomnik Ignacego Daszyńskiego w Warszawie
- Rondo Ignacego Daszyńskiego w Warszawie
- Rondo Ignacego Daszyńskiego w Rzeszowie
- Ulica Ignacego Daszyńskiego w Kielcach
- Ulica Ignacego Daszyńskiego w Lublinie
- Ulica Ignacego Daszyńskiego w Mińsku Mazowieckim
- Ulica Ignacego Daszyńskiego w Pułtusku
- Ulica Ignacego Daszyńskiego w Radomiu
- Ulica Ignacego Daszyńskiego w Sanoku
- Ulica Ignacego Daszyńskiego we Wrocławiu
- Plac Ignacego Daszyńskiego w Strzelnie
- Plac Ignacego Daszyńskiego w Piszu
- Plac Ignacego Daszyńskiego w Opolu
- Skwer im. Ignacego Daszyńskiego w Gdańsku[59]
- Jego wizerunek znajduje się na 24. stronie polskich paszportów wydawanych od 5 listopada 2018 roku[60].
- W 2018 r. Poczta Polska wydała w nakładzie 180 tys. sztuk należący do serii „100. rocznica odzyskania przez Polskę niepodległości” i zaprojektowany przez Marzannę Dąbrowską znaczek pocztowy o nominale 2,60 zł upamiętniający Ignacego Daszyńskiego[61].
- W 2020 r. Poczta Polska wyemitowała w nakładzie 120 tys. sztuk należący do serii „Marszałkowie Sejmu II RP” znaczek pocztowy o nominale 3,30 zł upamiętniający Ignacego Daszyńskiego[62].
- W 2021 r. Narodowy Bank Polski wydał dwie upamiętniające Ignacego Daszyńskiego monety kolekcjonerskie należące do serii „Stulecie odzyskania przez Polskę niepodległości”: srebrną o nominale 10 złotych oraz złotą o nominale 100 złotych[63].

## Odniesienia w kulturze
W polskim filmie historycznym Śmierć prezydenta w reżyserii Jerzego Kawalerowicza w postać Daszyńskiego wcielił się Lucjan Dytrych.